# Trimerodytes annularis
Trimerodytes annularis — вид змій родини полозових (Colubridae). Мешкає в Китаї та на Тайвані.

## Поширення і екологія
Trimerodytes annularis широко поширені на півдні Китаю, в провінціях Аньхой, Фуцзянь, Гуандун, Гуансі, Хубей, Хунань, Цзянсу, Цзянсі, Сичуань і Чжецзян, а також на острові Тайвані, за деякими свідченнями також на Хайнані. Вони живуть на рисових полях та на берегах річок і озер. Зустрічаються на висоті від 100 до 1000 м над рівнем моря. Живляться рибою, переважно в'юнами та вугрями, амфібіями та пуголовками. Яйцеживородні, самиці у вересні народжують від 3 до 14 змійок.